# Ōsumi (lớp tàu đổ bộ)
Tàu đổ bộ lớp Osumi (Tiếng Nhật: おおすみ型輸送艦) là một lớp tàu vận tải đổ bộ thuộc Lực lượng Phòng vệ biển Nhật Bản. Đây là lớp tàu thế hệ thứ 2 mang tên Osumi của JMSDF. Lớp tàu đổ bộ lớp Osumi thế hệ thứ nhất của JMSDF tiền thân là các tàu đổ bộ lớp LST-542 được Mỹ chế tạo trong Chiến tranh thế giới thứ hai. Ba tàu thuộc lớp này được Mỹ khôi phục hoạt động và chuyển giao JMSDF vào thập niên 1960.

## Tổng quan
Được thiết kế và đóng từ thập niên 1990 của thế kỷ 20, tàu đổ bộ lớp Ōsumi ban đầu được thiết kế để làm nhiệm vụ như một tàu sân bay hạng nhẹ và tàu quét mìn. Tuy nhiên, do ảnh hưởng của Điều 9 Hiến pháp Nhật Bản, vốn giới hạn nhiều chức năng, nhiệm vụ của JMSDF cũng như không cho phép lực lượng này sở hữu tàu sân bay, nên dự án đã được thiết kế lại thành tàu đổ bộ.
Tàu lớp Ōsumi có chiều dài 178m, rộng 25,8m, lượng giãn nước đầy tải 14.000 tấn. Thủy thủ đoàn của tàu là 135 người. Thiết kế của tàu lớp Ōsumi được phân loại là tàu đổ bộ tăng (LST), tuy nhiên nó không có cửa đổ bộ ở mũi và không thể tiến sát bờ biển như các tàu đổ bộ tăng khác nên thường các tàu lớp Ōsumi được phân loại thành tàu đốc đổ bộ (LSD).
Hiện nay, nhiệm vụ chính của các tàu lớp Ōsumi là vận chuyển binh sĩ, khí tài và nhu yếu phẩm đến các đảo tiền tiêu, ngoài ra có thể dùng để cứu hộ dân thường trong trường hợp thiên tai quy mô lớn. Nhật Bản tuyên bố tàu lớp Osumi có đủ khả năng tham gia sứ mệnh nhân đạo và gìn giữ hoà bình dưới cờ Liên Hợp Quốc.

## Tính năng

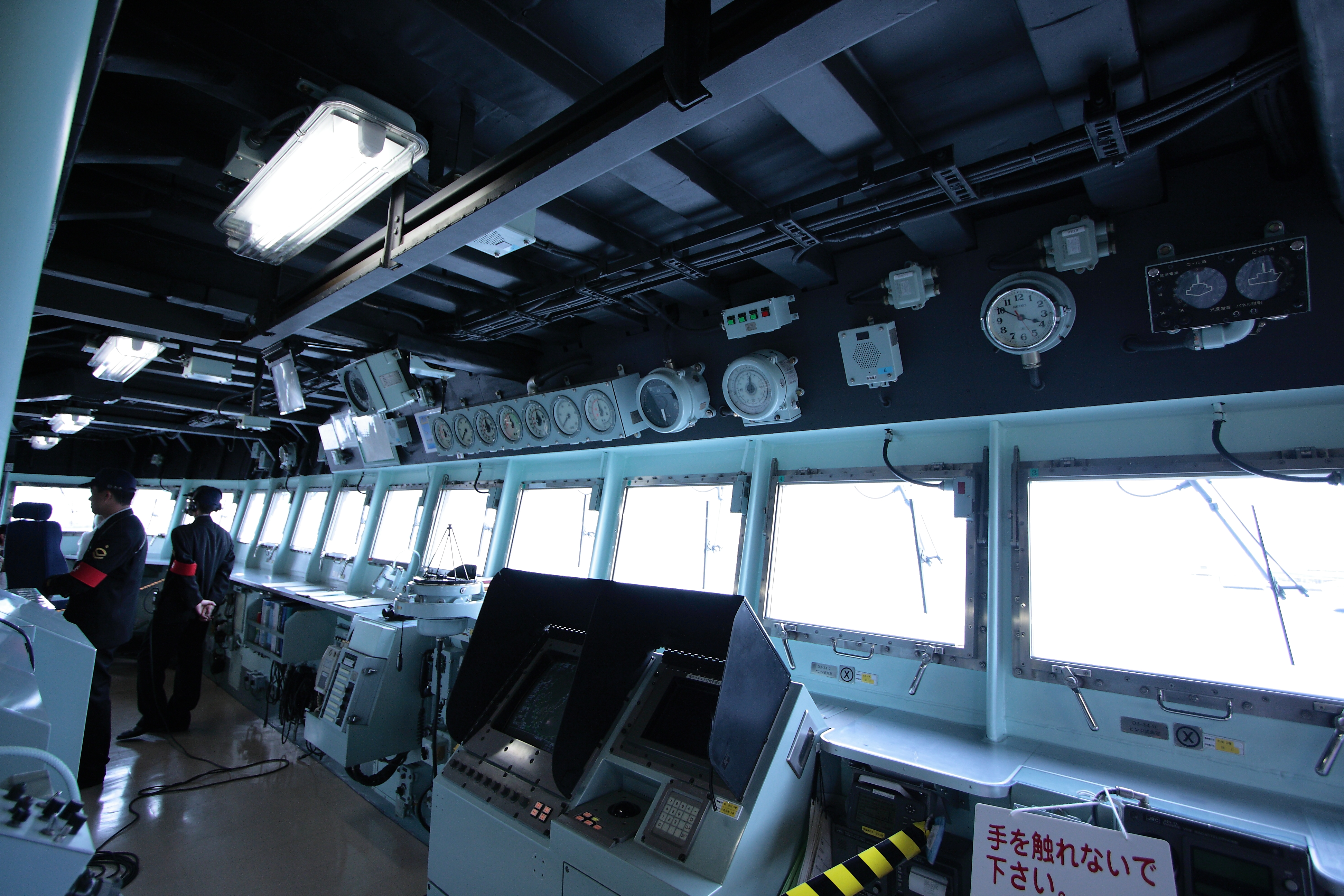
Phòng điều khiển của tàu JS Osumi.

### Thân tàu
Thân tàu được phát triển dựa trên thiết kế khung thân của tàu thương mại, mỏ neo trên mũi tàu cũng là một loại mỏ neo hàng hải thông dụng. Tại thời điểm chạy thử nghiệm, phần đáy của tàu được phủ một lớp sơn đỏ, nhưng sau đó, khu vực xung quanh mớn nước đã được sơn lại bằng màu đen.
Thân tàu được chia thành 15 khoang không thấm nước, với bốn mức theo độ cao. Boong thứ nhất là một sàn phẳng có diện tích 1.200 m2, bao phủ gần như toàn bộ chiều dài của tàu, ngoại trừ khu vực mũi tàu, kiến trúc thượng tầng của tàu được thiết kế dạng đảo và nằm lệch về một phía. Để cải thiện khả năng tàng hình, thân tàu tàu được thiết kế hơi dốc nhằm làm giảm diện tích phản hồi radar RCS, ngoài ra bề mặt tàu được phủ một lớp sơn đặc biệt có khả năng hấp thu sóng điện từ. Đây cũng là tàu chiến đầu tiên của JMSDF thay đổi cột buồm từ cấu trúc giàn sang cấu trúc hình ống.
Trong boong thứ nhất, khu vực phía sau kết cấu đảo chỉ huy được sử dụng làm sàn trực thăng , khu vực phía trước dài 100m là nơi tập kết các xe loại quân sự và vật liệu. Sàn đáp trên tàu được bố trí 2 vị trí đảm bảo cho 2 máy bay trực thăng có thể hoạt động cùng lúc. Bề mặt sàn đáp được sơn phủ các lớp chống trượt và cách nhiệt. Tàu không có nhà chứa riêng cho trực thăng. Trên mặt sàn đáp của tàu có 1 thang máy nhỏ dùng để vận chuyển các loại xe vận tải từ trên sàn đáp xuống hầm tàu và ngược lại.
Boong thứ hai và ba bao gồm các phòng họp và khu sinh hoạt của thủy thủ đoàn. Boong thứ tư là khoang chứa chuyên dụng với diện tích 1.000 m2 để chở trang thiết bị phục vụ cho các chiến dịch của JMSDF. Nó có thể chở 18 xe tăng chiến đấu chủ lực và 330-900 lính đổ bộ tùy vào quãng đường di chuyển. Trong trường hợp có thảm họa, tàu có thể chứa hơn 1.000 thường dân.
| Binh sĩ          | Binh sĩ         | 330 người |
| Xe tải hạng nặng | Boong thứ nhất  | 38 chiếc  |
| Xe tải hạng nặng | Boong thứ tư    | 27 chiếc  |
| Xe tăng Type 90  | Xe tăng Type 90 | 18 chiếc  |

Ở đuôi tàu được thiết kế với một cửa lớn nối với khoang đổ bộ của tàu, bên trong khoang này có thể làm ngập nước trợ giúp hoạt động của tàu đổ bộ đệm khí. Khoang chứa này có thể triển khai được 4 tàu đổ bộ thông thường loại LCM YF-2121 hoặc 2 đổ bộ đệm khí loại LCAC hoặc các xe thiết giáp lội nước AAV-7, đây chính là điểm khác biệt của Osumi so với các tàu Hyuga hay Izumo khi việc đổ quân phải trông chờ hoàn toàn vào phi đội trực thăng.
Để xếp/dỡ thiết bị, các phương tiện chở quân đổ bộ và khí tài thiết giáp, tàu có 1 cần cẩu 19 tấn lắp phía sau đảo chỉ huy trên boong tàu về phía bên phải. Ngoài ra, còn có cần cẩu 5 tấn, bảo đảm đưa đạn dược từ hầm chứa lên boong tàu. Ở thân tàu còn bố trí cửa ngang để đưa hàng hóa vào. Về phía bên phải trước đảo chỉ huy còn có một cần cẩu thanh lồng có sức nâng 20 tấn dùng để hỗ trợ việc bốc dỡ hàng.
Nhằm bảo đảm đối phó với vũ khí NBC, tàu được lắp đặt hệ thống lọc không khí độc lập, hệ thống cảnh báo tự động việc phát hiện NBC. Ngoài ra, tàu  còn trang bị hệ thống kiểm soát các hư hỏng do sự cố hay chiến đấu gây nên để nâng cao khả năng sống còn của binh sĩ. Hệ thống này sẽ kiểm soát tự động bất cứ điểm điều khiển xa nào để kịp thời ngăn chặn hậu quả của các hư hỏng khác nhau, bảo đảm ngắt hay chuyển mạch nguồn điện và khắc phục sự cố, kể cả tàu chìm hay hỏa hoạn.
Đặc biệt trên tàu còn được trang bị một trạm y tế dã chiến bố trí bên trong đảo chỉ huy. Trạm y tế này bao gồm 1 phòng mổ, 1 phòng khám nha khoa, 1 phòng chăm sóc đặc biệt (2 giường) và 6 giường bệnh, đây là trạm y tế dã chiến trên hạm hiện đại nhất của JMSDF vào thời điểm đó.

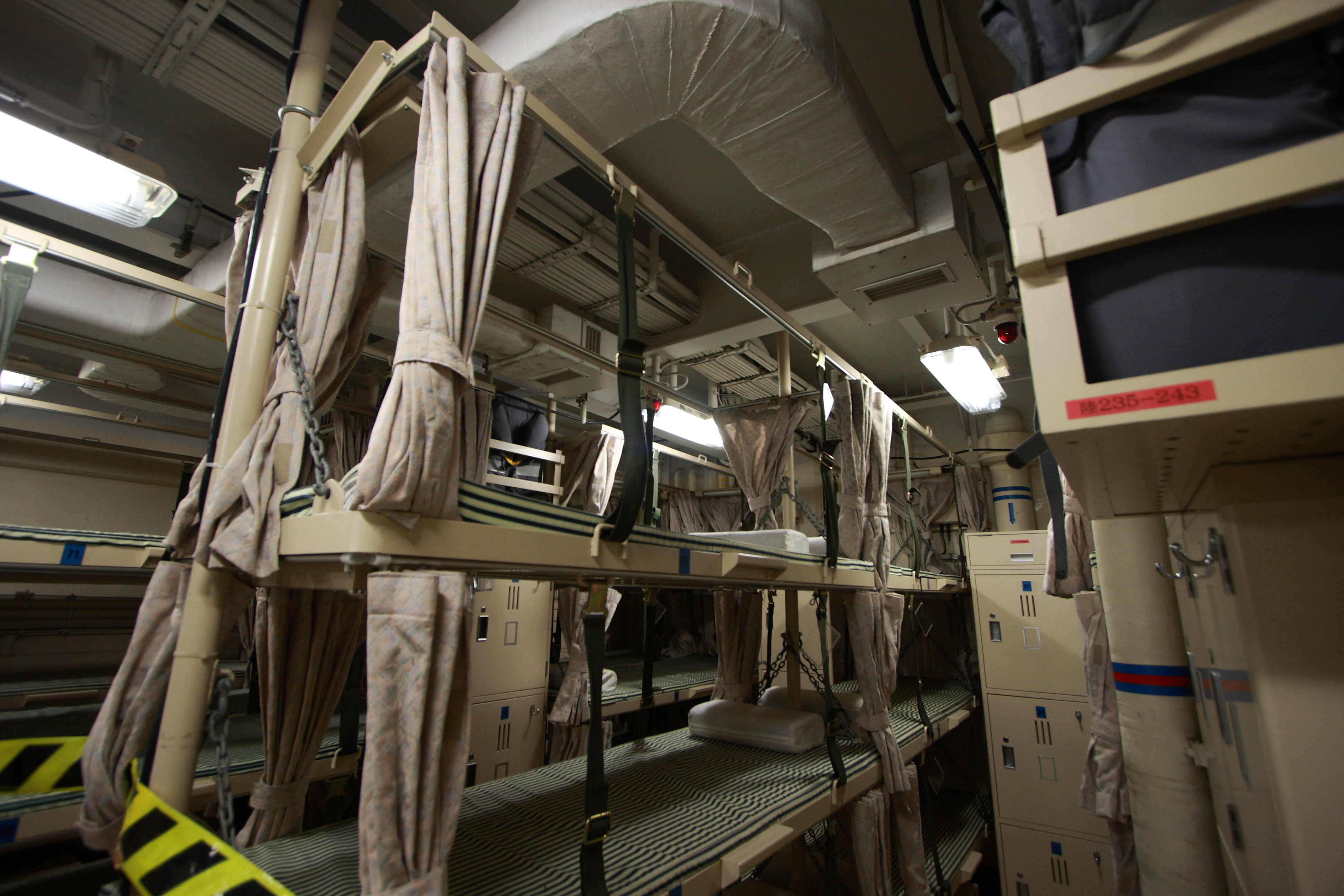
Giường tầng của thủy thủ đoàn.
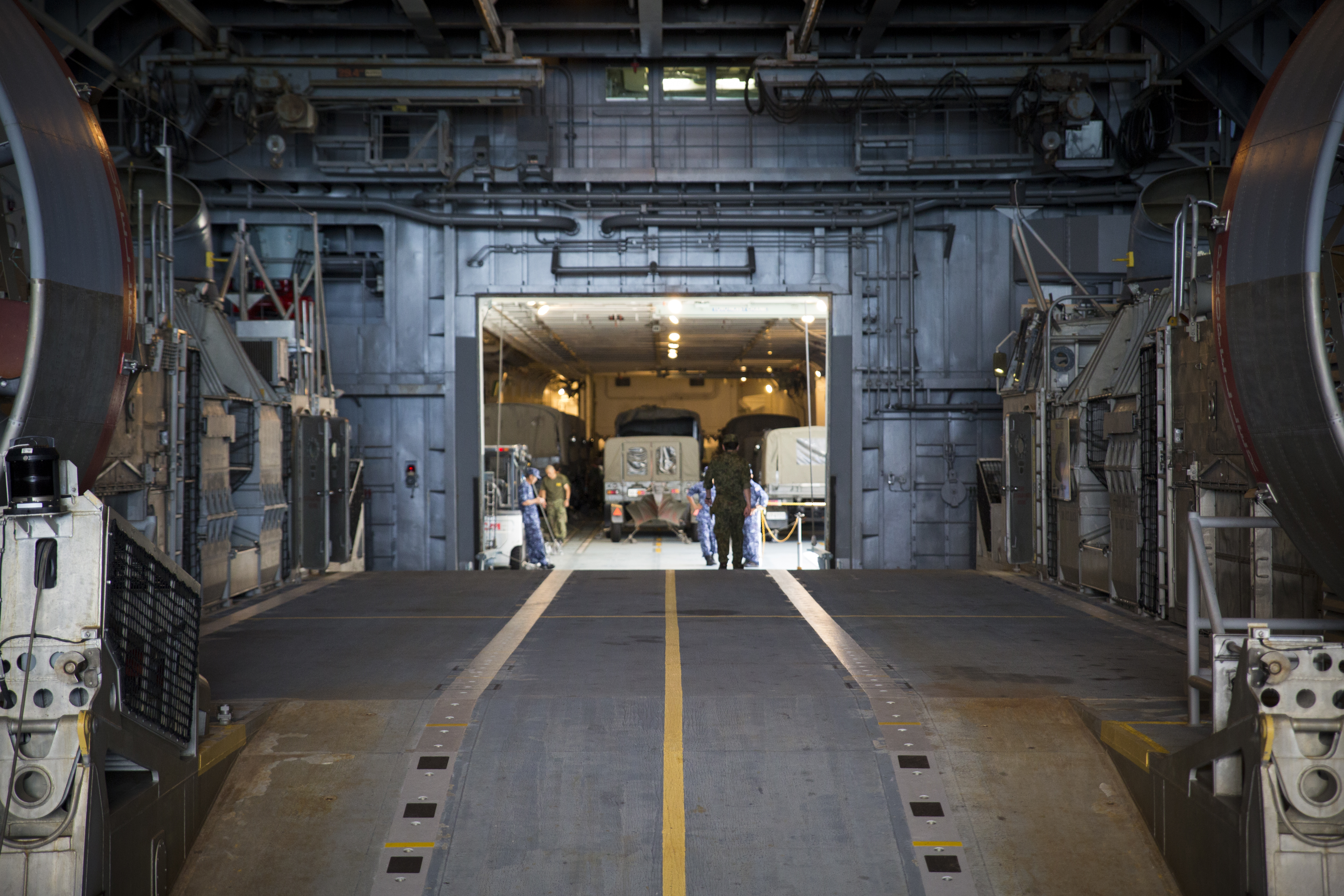
Bên trong khoang đổ bộ của tàu JS Kunisaki.
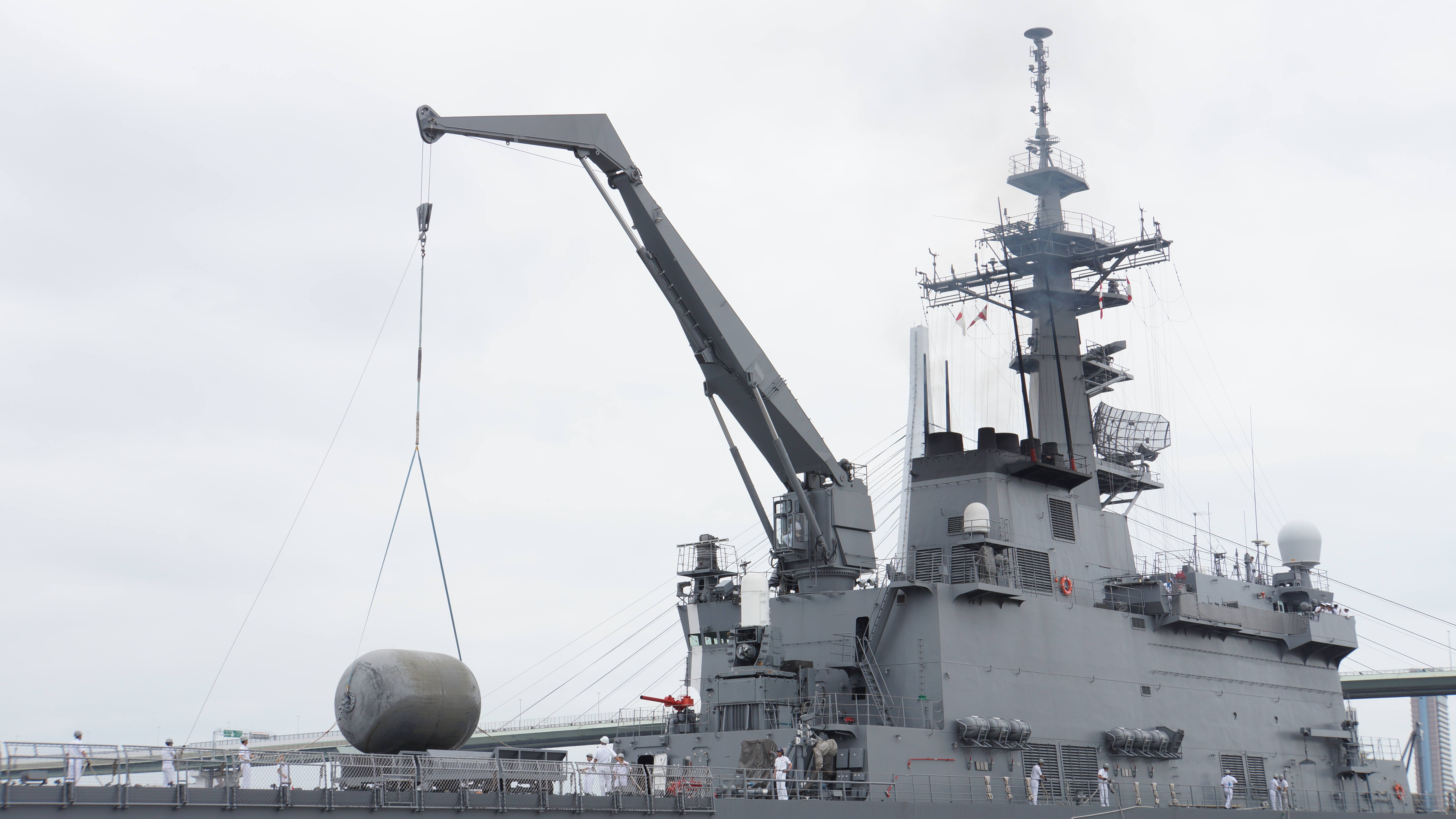
Cần cẩu lắp phía sau đảo chỉ huy của tàu JS Kunisaki
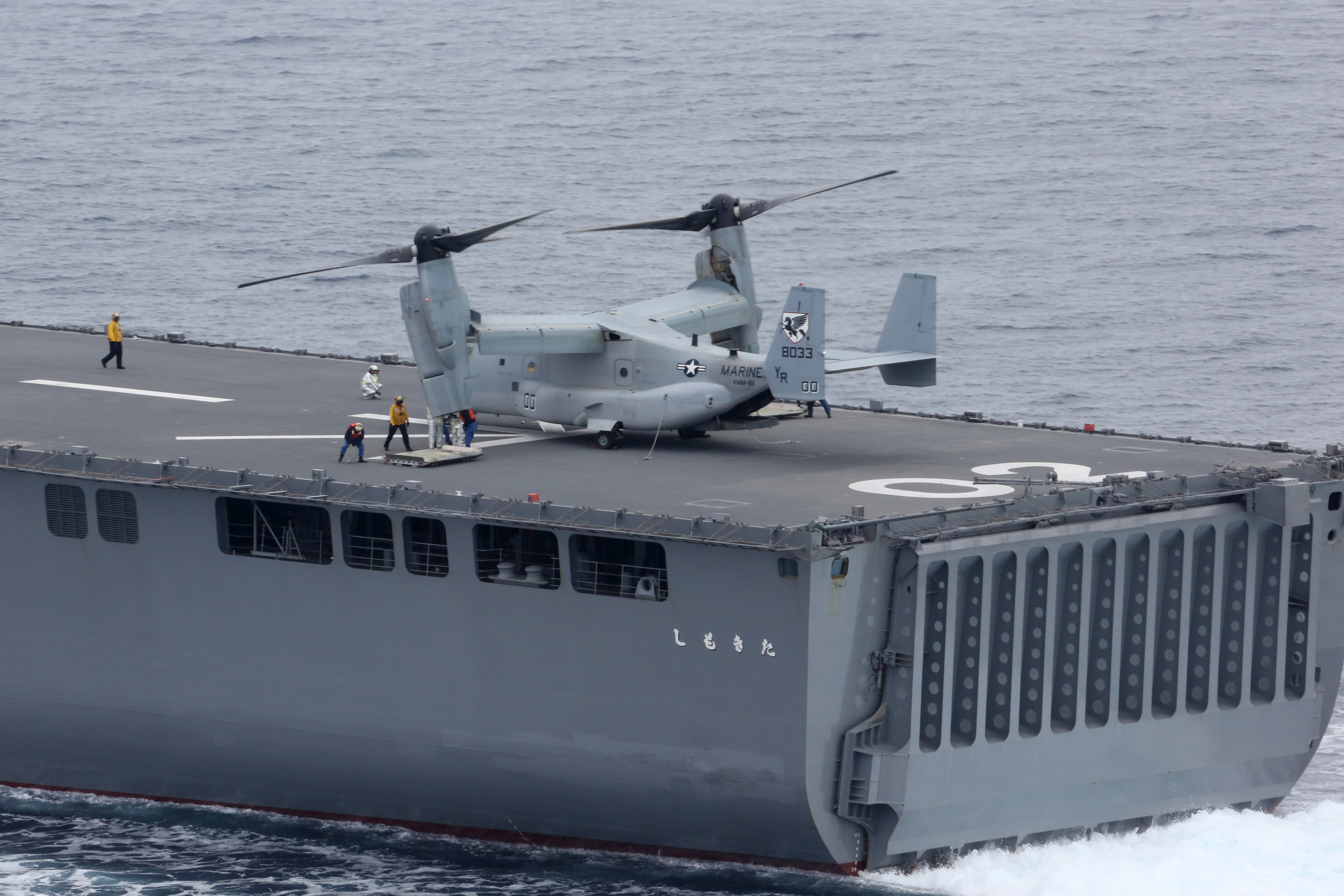
Máy bay MV-22B của Thủy quân lục chiến Mỹ hạ cánh xuống tàu JS Shimokita.
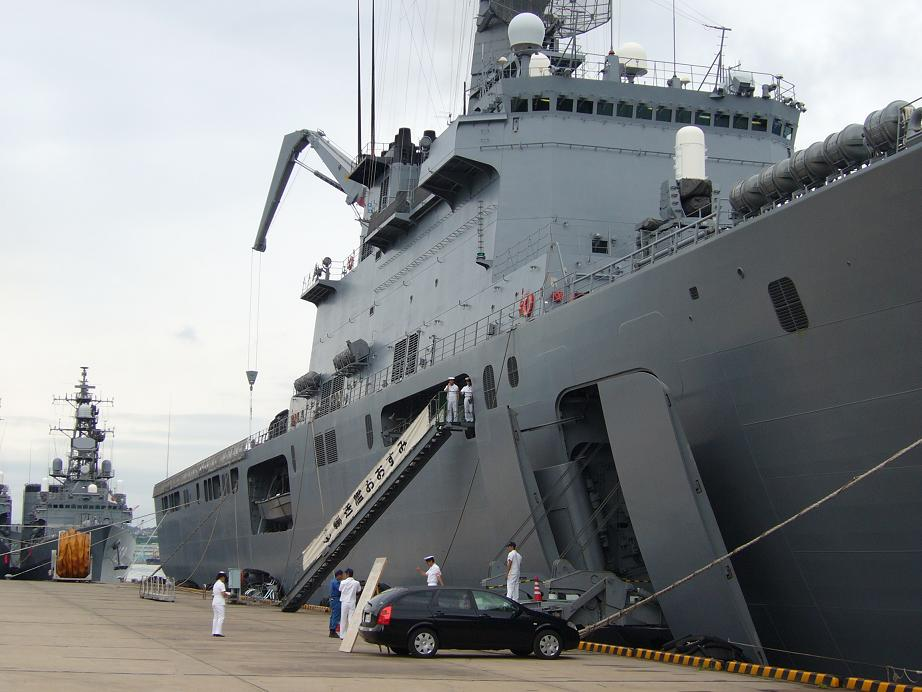
Cửa ngang trên thân tàu JS Osumi.
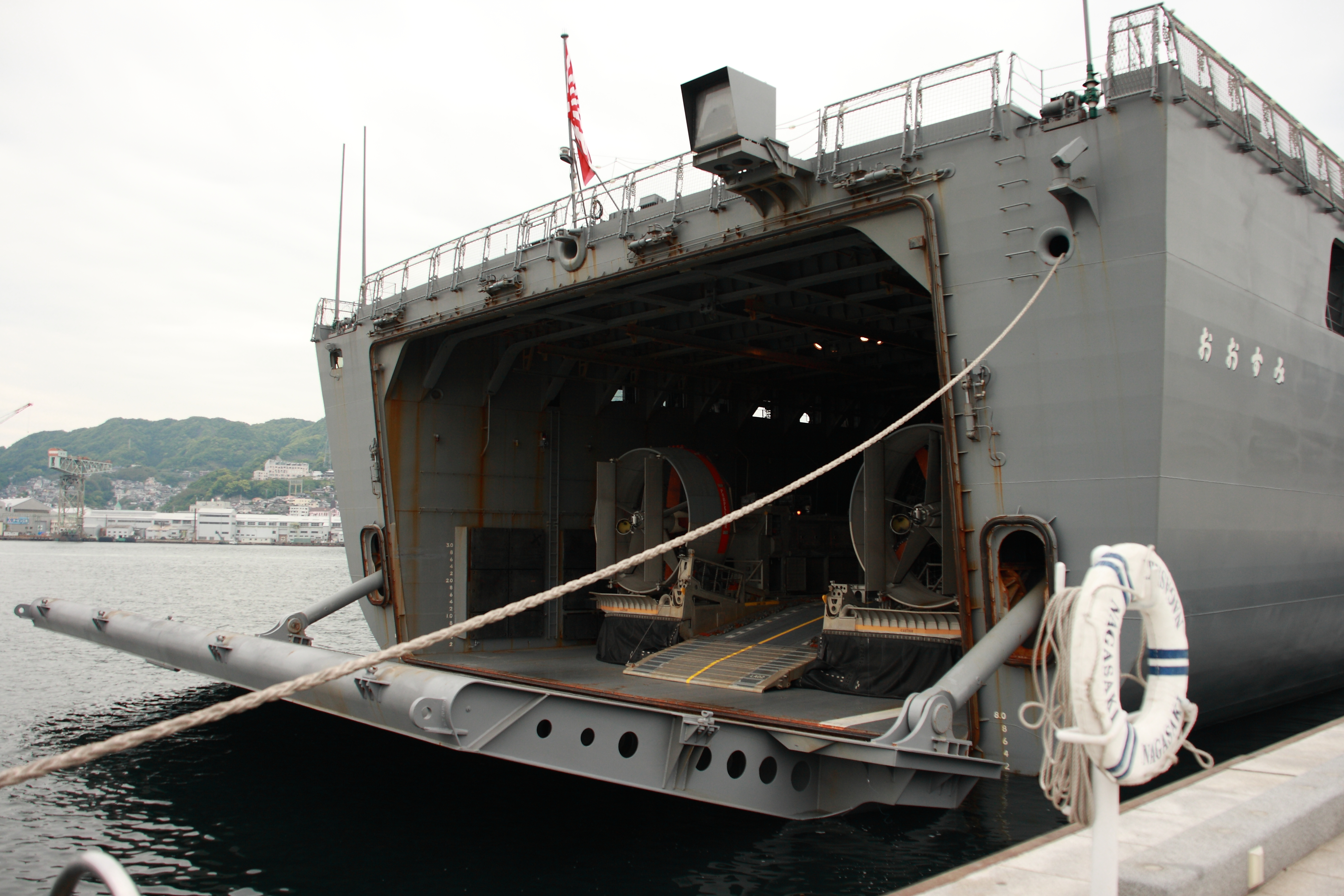
Cửa khoang đổ bộ ở đuôi tàu.
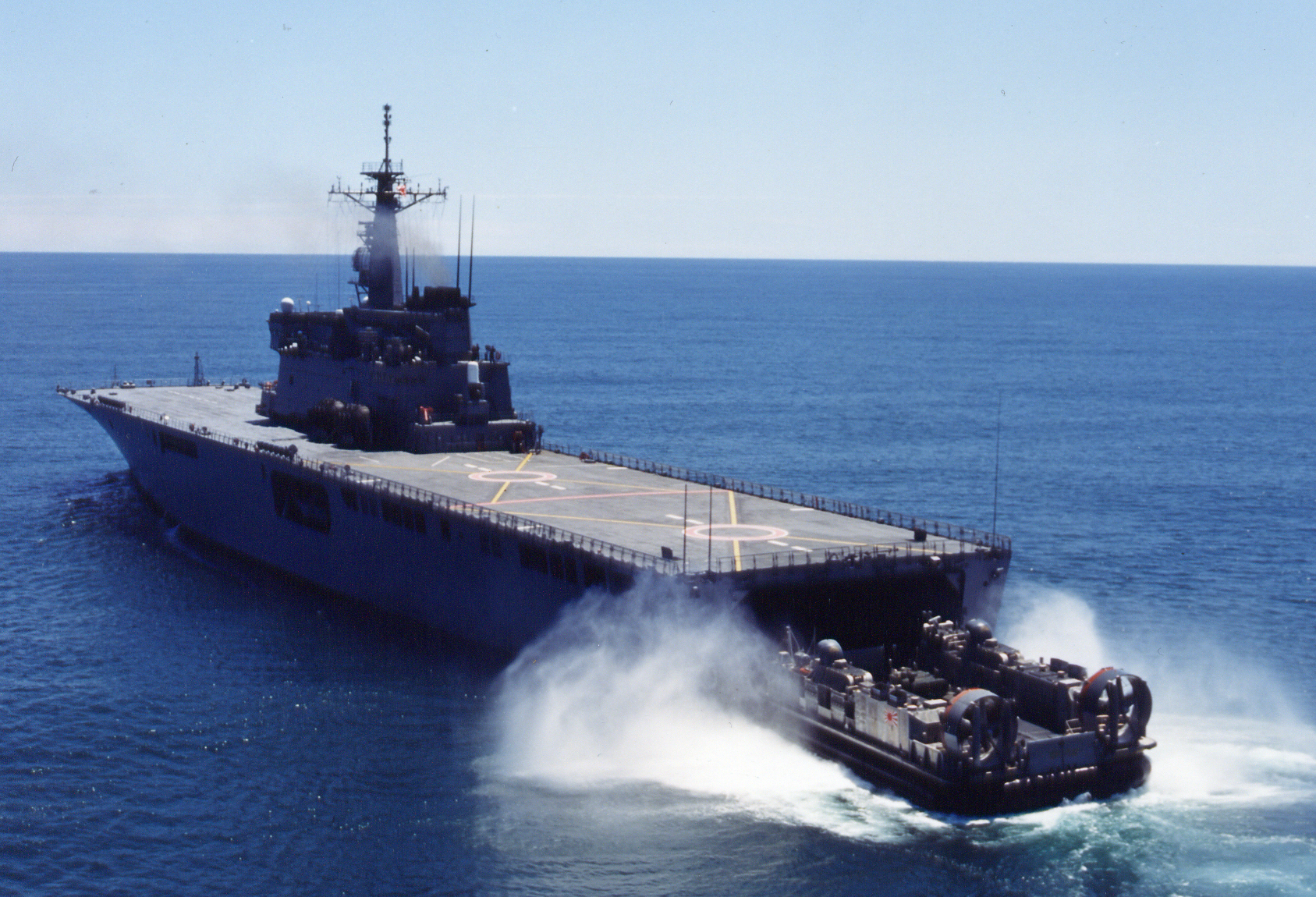
Tàu LCAC đang tiến vào bên trong tàu JS Osumi

### Hệ thống động lực
Động cơ chính của tàu là 2 động cơ diesel 16 xi-lanh kiểu chữ V Mitsui 16V42M-A với thiết bị lái ở mũi, tương tự như hệ thống động lực của tàu tiếp liệu lớp Tawada. Hệ thống động lực này có tổng công suất 26.000 mã lực cho tốc độ tối đa 22 hải lý/h.

### Hệ thống điện tử và vũ khí
Các bộ cảm biến của tàu bao gồm radar phát hiện mục tiêu trên không tầm xa OPS-14C, radar định vị theo dõi mục tiêu mặt nước OPS-28D và radar định vị dẫn đường OPS-20. Ngoài ra, tàu còn được trang bị hệ thống mồi bẫy Mk-137 SRBOC. Cơ chế hoạt động của nó là phóng ra các rocket thả lá nhôm, tạo ra mục tiêu giả, gây nhầm lẫn cho đầu dò của tên lửa đang hướng đến.
Hỏa lực của tàu đổ bộ lớp Osumi khá hạn chế, tàu chỉ được trang bị 2 hệ thống pháo phòng không tầm gần Mk-15 Phalanx CIWS và 6 súng máy hạng nặng M2 Browning 12,7mm.

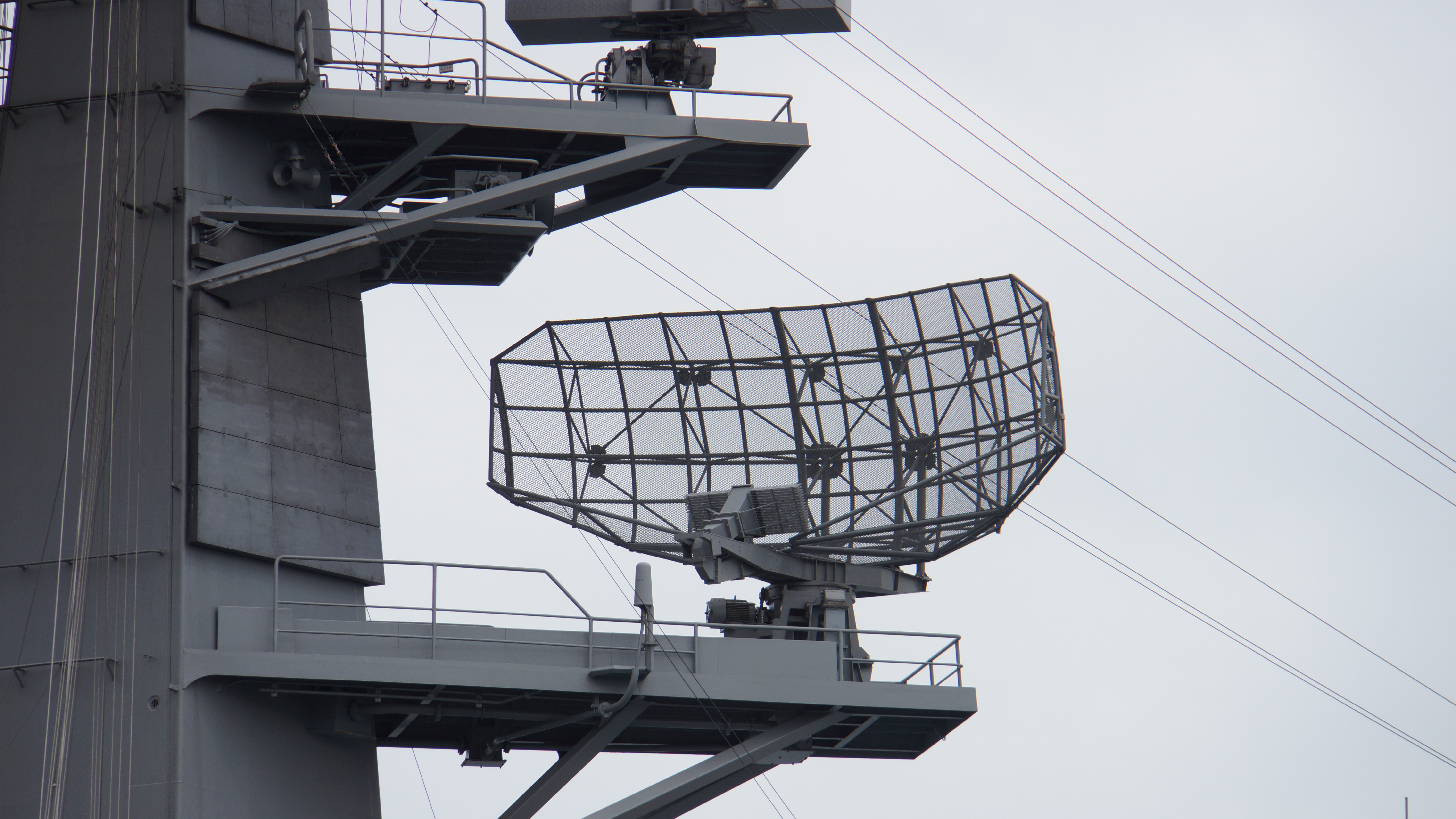
Radar phát hiện mục tiêu trên không tầm xa OPS-14C.
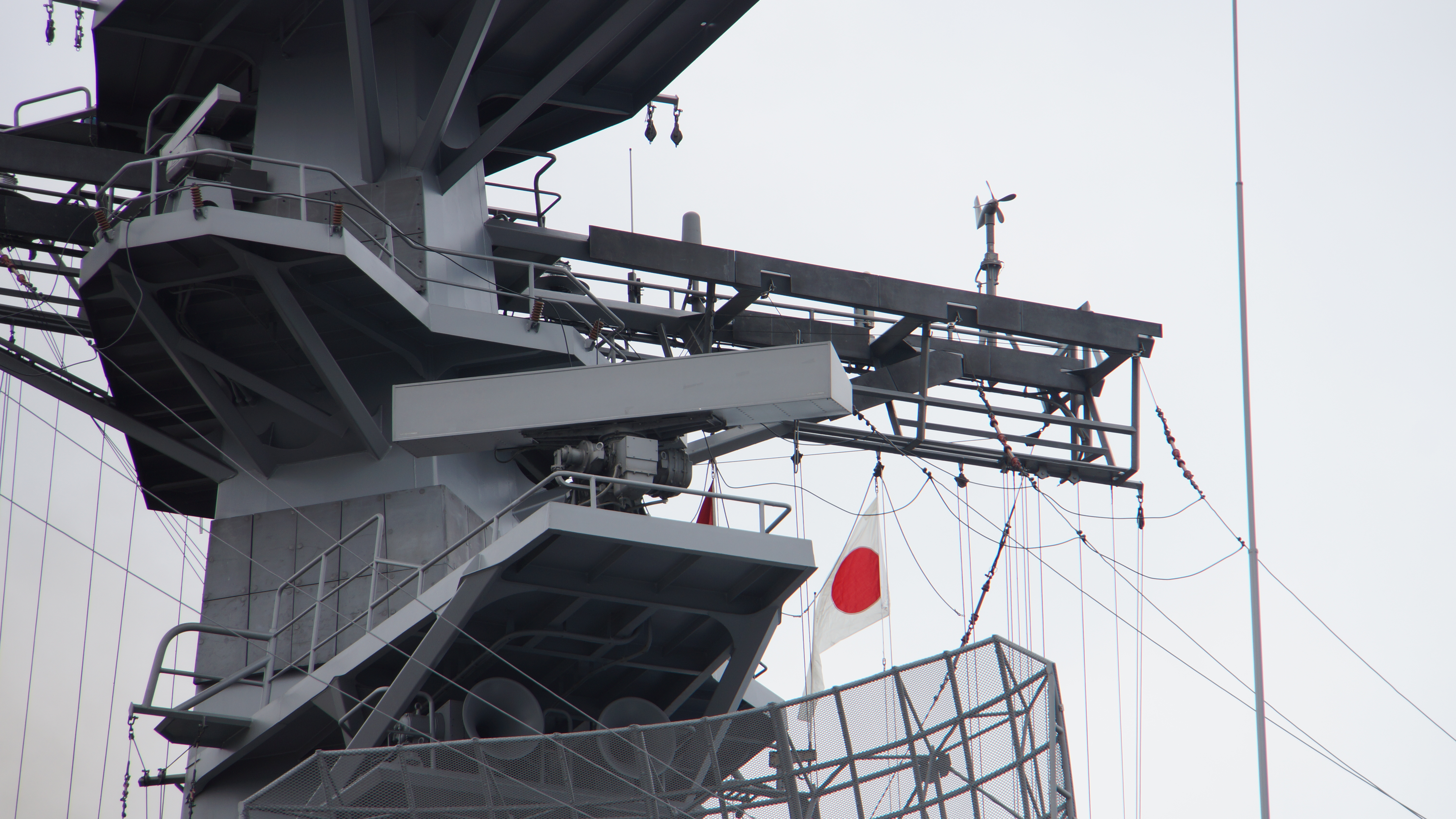
Radar định vị theo dõi mục tiêu mặt nước OPS-28D.
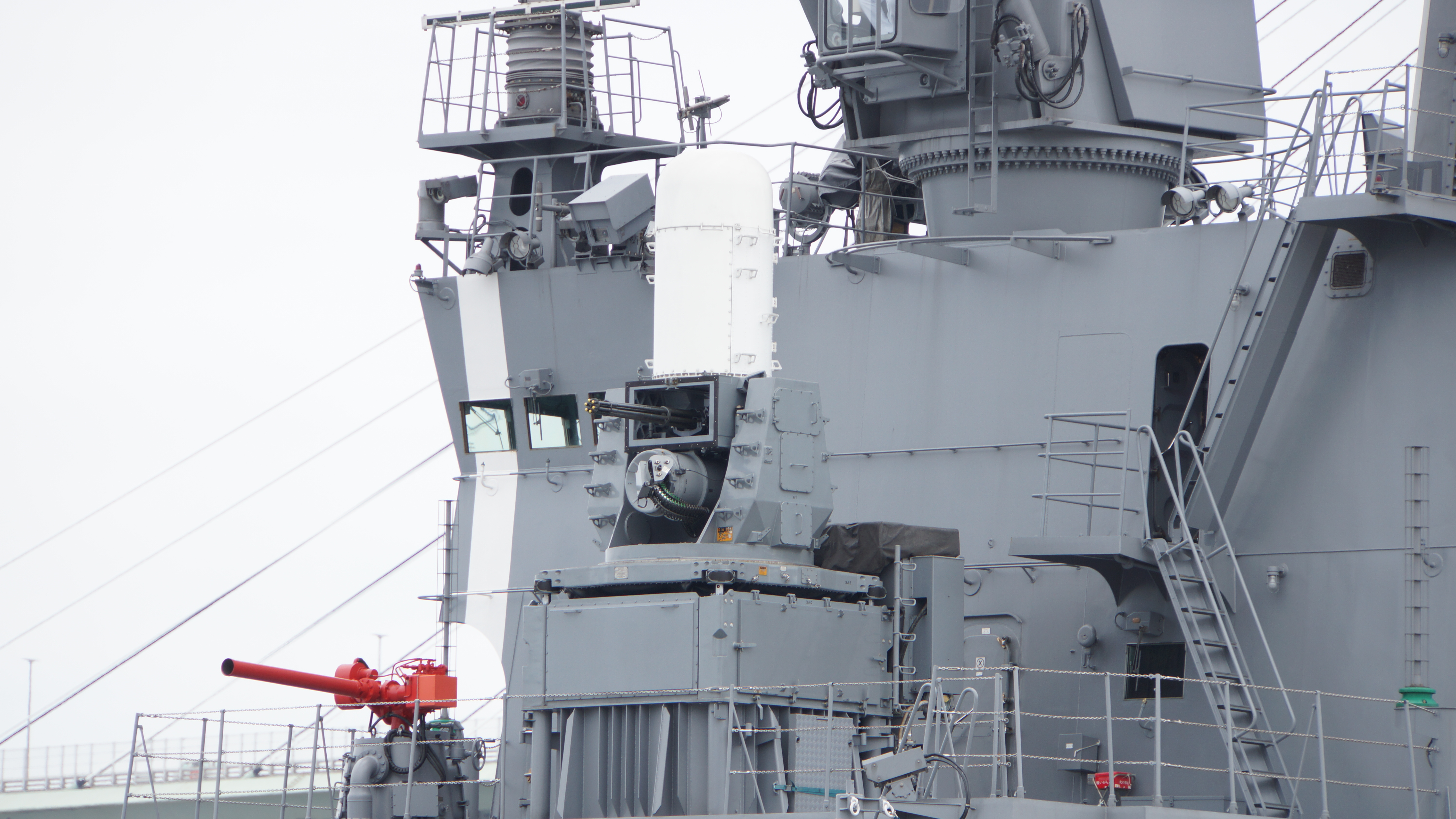
Hệ thống pháo phòng không tầm gần Mk-15 Phalanx CIWS

## Danh sách
| Hình ảnh | Số hiệu  | Tên       | Cảng nhà | Đơn vị            | Nơi đóng                          | Kế hoạch | Khởi đóng            | Hoàn thành           | Hạ thủy             | Trạng thái |
| -------- | -------- | --------- | -------- | ----------------- | --------------------------------- | -------- | -------------------- | -------------------- | ------------------- | ---------- |
|          | LST 4001 | Ōsumi     | Kure     | Đơn vị đổ bộ số 1 | Mitsui Engineering & Shipbuilding | 1993     | 6 tháng 12 năm 1995  | 18 tháng 11 năm 1996 | 11 tháng 3 năm 1998 | Phục vụ    |
|          | LST 4002 | Shimokita | Kure     | Đơn vị đổ bộ số 1 | Mitsui Engineering & Shipbuilding | 1998     | 30 tháng 11 năm 1999 | 29 tháng 11 năm 2000 | 12 tháng 3 năm 2002 | Phục vụ    |
|          | LST 4003 | Kunisaki  | Kure     | Đơn vị đổ bộ số 1 | Hitachi Zosen Corporation         | 1999     | 7 tháng 9 năm 2000   | 13 tháng 12 năm 2001 | 26 tháng 2 năm 2003 | Phục vụ    |